# Mathilde Seigner

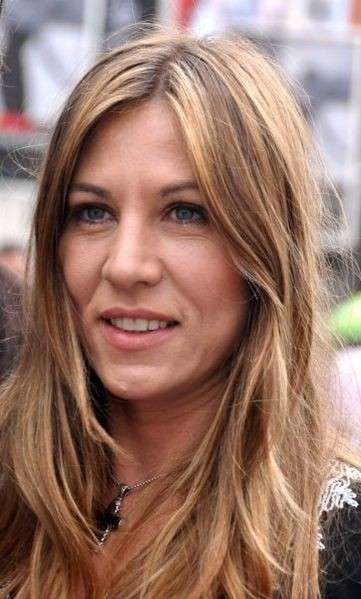
Mathilde Seigner 2009

Mathilde Seigner (* 17. Januar 1968 in Paris) ist eine französische Schauspielerin.

## Leben
Mathilde Seigner wurde 1968 als Tochter eines bekannten Fotografen und einer Journalistin in eine Künstlerfamilie hineingeboren. Ihr Großvater war der in Frankreich hoch angesehene Louis Seigner (1903–1991), Doyen der Comédie-Française, ihre Tante die Schauspielerin Françoise Seigner. Sie ist die Schwester der Schauspielerin Emmanuelle Seigner und der Sängerin Marie-Amélie Seigner.
Die als „burschikos“ beschriebene Schauspielerin absolvierte ihre Ausbildung am renommierten Pariser Cours Florent, wo auch die Karrieren von Isabelle Adjani, Christopher Lambert oder Sophie Marceau begannen. Ihr Spielfilmdebüt gab Seigner 1994 an der Seite ihrer älteren Schwester Emmanuelle mit einer Nebenrolle in Claude Millers Tragikomödie Das Lächeln. Der Durchbruch gelang ihr bereits mit ihrer zweiten Filmrolle in Christine Carrières Erstlingsfilm Rosine. Der Part der jungen und unter Stimmungsschwankungen leidenden Mutter, die mit der Rückkehr ihres verschwundenen Ehemannes konfrontiert wird, brachte ihr 1995 den Prix Michel Simon ein.
Seither folgten regelmäßig Auftritte in weiteren Kinoproduktionen. So war Seigner als Schwester eines Transvestiten-Showstars (gespielt von Johnny Hallyday) in Eine saubere Affäre (1997) oder als rüde und selbstmordgefährdete Samantha in Tonie Marshalls Erfolgshit Schöne Venus (1999) zu sehen, während sie in Christian Carions Filmdebüt Eine Schwalbe macht den Sommer an der Seite von Michel Serrault eine junge Städterin spielte, die vom Leben auf dem Land träumt. Für Eine saubere Affäre und Schöne Venus war sie jeweils in der Kategorie Beste Nebendarstellerin für den César nominiert. Eine weitere César-Nominierung erhielt sie 2001 für Dominik Molls preisgekrönte schwarze Komödie Harry meint es gut mit dir, in der sie sich gemeinsam mit Filmehemann Laurent Lucas eines psychopathischen Schulkameraden (gespielt von Sergi López) erwehren muss.
Zeitweilig gehörte Mathilde Seigner, die auch Theater spielt, zu den bekanntesten und bestbezahlten Schauspielerinnen Frankreichs. 2006 belegte sie mit einer Jahresgage von 800.000 Euro Platz drei hinter Josiane Balasko und Karin Viard. Im Jahr 2008 führte sie mit Gagen von 2,8 Mio. Euro die in Le Figaro veröffentlichte Liste an.
Seigner, die in der Vergangenheit unter anderem mit Anthony Delon, dem Sohn von Alain Delon, liiert war, lebt seit 2006 mit dem Kameramann Mathieu Petit zusammen, den sie bei den Dreharbeiten zu 3 amis (2007) kennenlernte. Aus der Beziehung ging ein gemeinsamer Sohn hervor, der am 10. August 2007 geboren wurde.

## Filmografie (Auswahl)
- 1994: Das Lächeln (Le sourire)
- 1994: Rosine

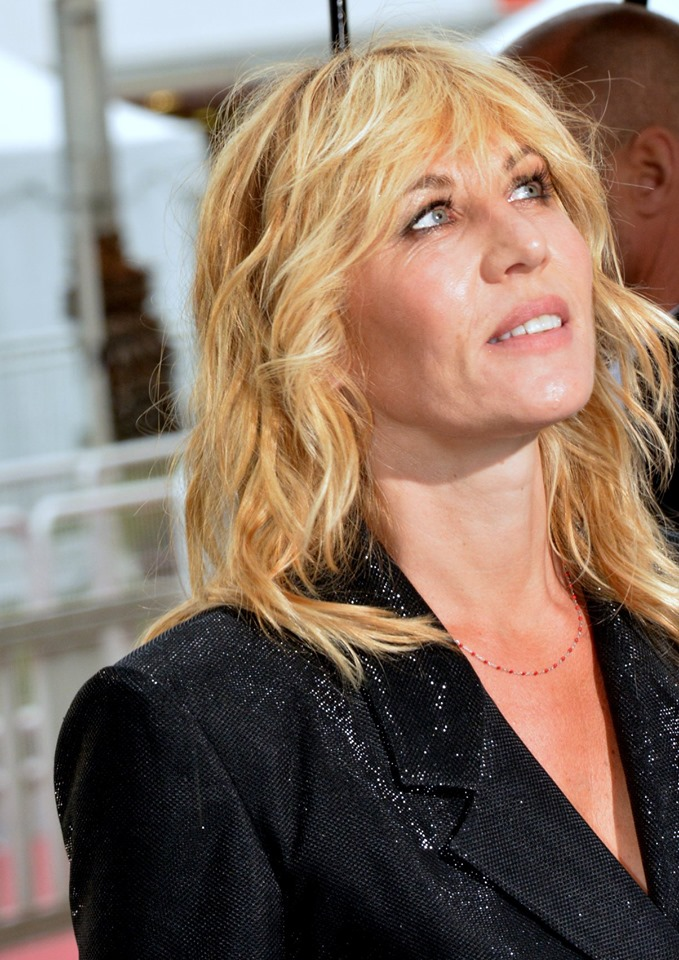
Seigner 2019 in Cannes

- 1996: Sex, Lügen und Intrigen (Portraits chinois)
- 1997: Eine saubere Affäre (Nettoyage à sec)
- 1997: Der Mann meines Herzens (L’Homme que j’aime)
- 1999: Schöne Venus (Vénus beauté (institut))
- 1999: Meine schöne Schwiegermutter (Belle maman)
- 1999: Die wiedergefundene Zeit (Le temps retrouvé)
- 1999: Le Bleu des Villes
- 2000: Harry meint es gut mit dir (Harry, un ami qui vous veut du bien)
- 2000: Das Zimmer der Zauberinnen (La chambre des magiciennes) (TV-Film)
- 2001: Milch der Zärtlichkeit (Le lait de la tendresse humaine)
- 2001: Betty Fisher et autres histoires
- 2001: Eine Schwalbe macht den Sommer (Une hirondelle a fait le printemps)
- 2001: Inschallah – Endlich Sonntag (Inch’Allah dimanche)
- 2003: Tristan
- 2004: Eine französische Hochzeit (Mariages!)
- 2005: Tout pour plaire
- 2005: Palais Royal!
- 2006: Camping
- 2007: Freie Zone (Zone libre)
- 2007: Danse avec lui
- 2007: 3 amis
- 2009: Der kleine Haustyrann (Trésor)
- 2010: Camping 2
- 2011: Der Krieg der Knöpfe (La guerre des boutons)
- 2011: Allein gegen den Staat (Dans la tourmente)
- 2012: Maman
- 2012: Willkommen in der Bretagne (Bowling)
- 2012: Max
- 2014: La liste de mes envies
- 2015: Une mère
- 2015: En mai, fais ce qu’il te plaît
- 2016: Willkommen im Hotel Mama (Retour chez ma mère)
- 2017: Ein Lied in Gottes Ohr (Coexister)
- 2017: Chacun sa vie
- 2017: Boule & Bill 2
- 2018: Vorhang auf für Cyrano (Edmond)
- 2019: Ni une ni deux
- 2019: Ibiza – Ein Urlaub mit Folgen (Ibiza)
- 2019: Le temps est assassin (TV-Serie, acht Folgen)
- 2021: Mamma ante Portas (Un tour chez ma fille)
- 2021–2022: Une si longue nuit (TV-Serie, zwölf Folgen)
- 2022: Les enfants des justes (Fernsehfilm)
- 2022: Choeur de rockers

## Theater
- 2013: Nina, von André Roussin, mit François Berléand, Regie Bernard Murat, Théâtre Edouard VII[5]
- 2023: Bungalow 21, von Eric-Emmanuel Schmitt, mit Emmanuelle Seigner, Théâtre de la Madeleine.[6]

## Auszeichnungen
- 1995: Prix Michel Simon, Acteurs à l’Écran, für Rosine
- 1998: César-Nominierung, Beste Nebendarstellerin, für Nettoyage à sec – Eine Dreierbeziehung
- 1999: Romy-Schneider-Preis
- 2000: César-Nominierung, Beste Nebendarstellerin, für Schöne Venus
- 2001: César-Nominierung, Beste Nebendarstellerin, für Harry meint es gut mit dir
- 2001: Beste Darstellerin (gemeinsam mit Sandrine Kiberlain und Nicole Garcia), Montréal World Film Festival, für Betty Fisher et autres histoires
- 2002: Beste Nebendarstellerin, Festival du film de Cabourg, für Eine Schwalbe macht den Sommer